# Golden Bauhinia Awards
Ne doit pas être confondu avec Hong Kong Film Critics Society Awards.
Les Golden Bauhinia Awards (chinois traditionnel 金紫荊獎, simplifié 金紫荆奖) sont un ensemble de récompenses cinématographiques attribuées depuis 1996 à Hong Kong par l'Association hongkongaise des critiques de film. Leur nom rappelle le Bauhinia blakeana, fleur endémique et emblème de la ville.

## Palmarès partiel
1996
- Meilleur film : Summer Snow
- Meilleur réalisateur : Ann Hui pour Summer Snow
- Meilleur scénario : Chan Man-keung pour Summer Snow
- Meilleur acteur : Roy Chiao dans Summer Snow
- Meilleure actrice : Josephine Siao dans Summer Snow
- Meilleur second rôle masculin : Law Kar-ying dans Summer Snow.

1997
- Meilleur film : Comrades, Almost a Love Story
- Meilleur réalisateur : Peter Chan pour Comrades, Almost a Love Story
- Meilleur scénario : Ivy Ho pour Comrades, Almost a Love Story
- Meilleure photographie : Jingle Ma pour Comrades, Almost a Love Story
- Meilleur acteur :
- Meilleure actrice : Maggie Cheung dans Comrades, Almost a Love Story
- Meilleur second rôle masculin : Eric Tsang dans Comrades, Almost a Love Story.
- Meilleur film hong-kongais des dix années précédentes : Nos années sauvages

1998
- Meilleur film : Made in Hong Kong
- Meilleur réalisateur : Fruit Chan pour Made in Hong Kong
- Meilleur scénario :
- Meilleure photographie :
- Meilleur acteur :
- Meilleure actrice :
- Meilleur second rôle masculin :
- Meilleur second rôle féminin :

1999
- Meilleur acteur : Anthony Wong pour Beast Cops.

2000
- Meilleur film : The Mission
- Meilleur réalisateur : Johnnie To pour The Mission
- Meilleur scénario : Julien Carbon, Laurent Courtiaud et Yau Nai-hoi pour The Mission.
- Meilleure actrice : Loletta Lee dans Running Out of Time.
- Meilleur second rôle masculin : Roy Cheung dans The Mission.
- Meilleur second rôle féminin : Helena Law dans Bullets Over Summer.

2001
- Meilleur scénario : Fruit Chan, Chan Wai-Keung et Sheng Zhi Min pour Durian Durian
- Meilleur acteur : Andy Lau dans A Fighter's Blues.
- Meilleure actrice : Qin Hai-lu dans Durian Durian.
- Meilleur second rôle masculin : Francis Ng, pour 2000 A.D..
- Meilleur second rôle féminin : Zhang Ziyi pour Tigre et Dragon.

2002
- Meilleur film : Shaolin Soccer
- Meilleur réalisateur : Stephen Chow pour Shaolin Soccer
- Meilleur second rôle masculin : Wong Yut-fei dans Shaolin Soccer.

2003
- Meilleur film : Infernal Affairs
- Meilleur réalisateur : Andrew Lau et Alan Mak pour Infernal Affairs
- Meilleur scénario : Felix Chong et Alan Mak pour Infernal Affairs
- Meilleur acteur : Tony Leung Chiu-wai dans Infernal Affairs
- Meilleure actrice : Angelica Lee dans The Eye
- Meilleur second rôle masculin : Anthony Wong dans Infernal Affairs
- Meilleur second rôle féminin : Karena Lin dans July Rhapsody.

2004
- Meilleur film : PTU
- Meilleur réalisateur : Johnnie To pour PTU.
- Meilleur scénario : Au Kin-yee et Yau Nai-hoi pour PTU
- Meilleur acteur : Simon Yam dans PTU
- Meilleure actrice : Cecilia Cheung pour Lost in Time.
- Meilleur second rôle masculin : Lam Suet dans PTU.
- Meilleur second rôle féminin :

2005
- Meilleur film : Crazy Kung-Fu
- Meilleur réalisateur : Derek Yee pour One Nite in Mongkok
- Meilleur scénario : Pang Ho-cheung pour Beyond Our Ken
- Meilleur acteur : Tony Leung Chiu-wai dans 2046
- Meilleure actrice : Rene Liu pour A World Without Thieves
- Meilleur second rôle masculin : Yuen Wah dans Crazy Kung-Fu
- Meilleure photographie : Christopher Doyle dans 2046
- Life Achievement Award : Liu Chia-liang

2006
- Meilleur film : Election
- Meilleur réalisateur : Peter Chan pour Perhaps Love
- Meilleur scénario : Yau Nai-hoi at Yip Tin-shing pour Election
- Meilleur acteur : Simon Yam pour Election
- Meilleure actrice : Zhou Xun pour Perhaps Love
- Meilleur second rôle masculin : Anthony Wong dans Initial D
- Meilleur second rôle féminin : Teresa Mo dans 2 Young
- Meilleure photographie : Peter Pau dans Perhaps Love
- Life Achievement Award : Yu Mo-won

2007